# Stanley Osborne
Stanley Llewellyn Osborne (* 6. Januar 1907 in Clarke Township; † 7. Dezember 2000 in Oshawa) war ein kanadischer Geistlicher, Musikpädagoge, Autor, Hymnologe und Komponist.

## Leben
Osborne hatte in seiner Jugend Musikunterricht bei Rita Dudley und Gwendolyn Williams Koldofsky und studierte später an der University of Toronto bei Frederick Horwood Musiktheorie, bei Viggo Kihl Klavier, bei Ernest MacMillan Orchestration, bei Charles Peaker Orgel und bei Healey Willan. Daneben absolvierte er 1929–23 ein Theologiestudium am Emmanuel College und wurde 1932 als Pastor der Unierten Kirche ordiniert. Von 1948 bis 1968 war er Prinzipal des Ontario Ladies' College.
Er war Mitherausgeber des The Canadian Youth Hymnal (1939) und Herausgeber der Sammlung Music for Worship (1947) und der Zeitschrift Jubilate Deo (1956–59). In der Schrift The Strain of Praise (1957) stellte er seine Thesen zur Kirchenmusik dar. Ab 1968 war er hauptamtlicher Sekretär des Vorbereitungskomitees für das von der anglikanischen und unierten Kirche gemeinsam herausgegebenen The Mhymn Book (1971). 1976 veröffentlichte er das Buch  If such holy song ... The Story of the Hymns in the Hymn Book 1971.
1974 gründete Osborne am Ontario Ladies' College das Summer Institute of Church Music, dessen Direktor er wurde. 1986 wurde er als Fellow der Hymn Society of America geehrt. Zu seinen eigenen Kompositionen zählen u. a. Salvator Mundi (1945), Night Hymns on Lake Nipigon (1982) und The Lord Is God (1983). In seinen letzten Lebensjahren veröffentlichte er zwei Gebetbücher: I Cry to Thee (1997) und I List to Thee (1998).

## Quelle
- Stanley Osborne. In:  Encyclopedia of Music in Canada. herausgegeben von The Canadian Encyclopedia (englisch, französisch).

| Personendaten    | Personendaten                                                          |
| ---------------- | ---------------------------------------------------------------------- |
| NAME             | Osborne, Stanley                                                       |
| ALTERNATIVNAMEN  | Osborne, Stanley Llewellyn                                             |
| KURZBESCHREIBUNG | kanadischer Geistlicher, Musikpädagoge, Autor, Hymnologe und Komponist |
| GEBURTSDATUM     | 6. Januar 1907                                                         |
| GEBURTSORT       | Clarke Township                                                        |
| STERBEDATUM      | 7. Dezember 2000                                                       |
| STERBEORT        | Oshawa                                                                 |